# Ordine della fedeltà alla patria
L'Ordine della fedeltà alla patria è un'onorificenza della Moldavia.

## Storia
L'ordine è stato istituito il 28 luglio 2004.

## Classi
L'ordine dispone delle seguenti classi di benemerenza:
- I classe
- II classe
- III classe

## Assegnazione
L'ordine è assegnato per premiare:
- l'eccellente organizzazione del servizio militare, di frontiera e degli interni, l'aumento della capacità di difesa e di sicurezza dello Stato, il rafforzamento della legalità e l'assicurazione dell'ordine pubblico;
- grandi successi nel comando delle truppe, mantenendo un alto livello di addestramento al combattimento di sub-unità, unità e grandi unità, l'acquisizione, la gestione e la manutenzione di nuove tecnologie così come gli eventi speciali tra le applicazioni e le manovre;
- il coraggio e lo spirito di sacrificio manifestati nella difesa dei diritti, delle libertà costituzionali e degli interessi legittimi dei cittadini in condizioni che rappresentano un rischio per la vita;
- l'ineccepibile adempimento del servizio militare e alla cittadinanza in azioni che dimostrano coraggio e spirito d'iniziativa, intraprese per combattere il crimine;
- il coraggio nella salvezza delle persone e dei valori materiali e spirituali durante i disastri naturali e in altre situazioni eccezionali;
- un contributo meritorio allo sviluppo della cooperazione tra la Repubblica di Moldavia e altri Stati e organizzazioni internazionali nei settori della difesa, della sicurezza dello Stato e dell'ordine pubblico.

## Insegne
- L'insegna è una stella a otto punte di tombac, leggermente convessa, placcata in oro composta da fasci di raggi divergenti. Al centro dell'insegna vi è un medaglione con un cerchio smaltato di rosso. Al centro vi è lo stemma della Moldavia con sfondo blu e immagine dorata. Nella parte superiore vi è la scritta su uno sfondo smaltato di bianco "CREDINŢA PATRIEI". Sulla parte inferiore del bordo, marginalmente, vi è una corona di due rami di quercia argentata. Dietro il medaglione vi sono due spade incrociate con le punte rivolte verso il basso e quattro raggi più corti. L'insegna di I classe ha i raggi divergenti e le spade d'oro e i raggi corti d'argento. L'insegna di II classe ha i raggi divergenti in argento e le spade e i raggi corti d'oro. L'insegna di III classe ha i raggi divergenti patinati e le spade e i raggi corti d'argento. Il diametro dell'insegna è di 45 mm.

## Insigniti
1. Battaglione genio "Codru"
2. 2ª Brigata motorizzata "Ștefan cel Mare"
3. 3ª Brigata motorizzata "Dacia"